# Campionati del mondo di ciclismo su pista 2022 - Corsa a punti femminile
La corsa a punti femminile ai campionati del mondo di ciclismo su pista si è svolta il 16 ottobre 2022, su un percorso di 100 giri per un totale di 25 km con sprint intermedi ogni 10 giri, di cui l'ultimo con punti doppi. La vittoria andò alla britannica Neah Evans, che concluse il percorso con il tempo di 31'04" alla media di 48,283 km/h.
Partenza con 24 cicliste, delle quali 21 completarono la gara.

## Podio
| Pos.    | Atleta           | Nazionalità   |
| ------- | ---------------- | ------------- |
| Oro     | Neah Evans       | Gran Bretagna |
| Argento | Julie Leth       | Danimarca     |
| Bronzo  | Jennifer Valente | Stati Uniti   |

## Risultati
| Posizione | Atleta               | Nazione       | Punti giri | Punti sprint | Totale |
| --------- | -------------------- | ------------- | ---------- | ------------ | ------ |
| 1         | Neah Evans           | Gran Bretagna | 40         | 20           | 60     |
| 2         | Julie Leth           | Danimarca     | 40         | 13           | 53     |
| 3         | Jennifer Valente     | Stati Uniti   | 40         | 11           | 51     |
| 4         | Lotte Kopecky        | Belgio        | 40         | 10           | 50     |
| 5         | Daniek Hengeveld     | Paesi Bassi   | 40         | 6            | 46     |
| 6         | Silvia Zanardi       | Italia        | 20         | 14           | 34     |
| 7         | Anita Stenberg       | Norvegia      | 20         | 7            | 27     |
| 8         | Victoire Berteau     | Francia       | 20         | 5            | 25     |
| 9         | Bryony Botha         | Nuova Zelanda | 20         | 5            | 25     |
| 10        | Yareli Acevedo       | Messico       | 20         | 3            | 23     |
| 11        | Karolina Karasiewicz | Polonia       | 0          | 12           | 12     |
| 12        | Maggie Coles-Lyster  | Canada        | 0          | 8            | 8      |
| 13        | Tsuyaka Uchino       | Giappone      | 0          | 4            | 4      |
| 14        | Verena Eberhardt     | Austria       | 0          | 3            | 3      |
| 15        | Amber Joseph         | Barbados      | 0          | 0            | 0      |
| 16        | Kateřina Kohoutková  | Rep. Ceca     | 0          | 0            | 0      |
| 17        | Léna Mettraux        | Svizzera      | 0          | 0            | 0      |
| 18        | Ziortza Isasi        | Spagna        | 0          | 0            | 0      |
| 19        | Daniela Campos       | Portogallo    | 0          | 0            | 0      |
| 20        | Chloe Moran          | Australia     | 0          | 0            | 0      |
| 21        | Yanina Kuskova       | Uzbekistan    | 0          | 0            | 0      |
| –         | Rinata Sultanova     | Kazakistan    | DNF        | DNF          | DNF    |
| –         | Fanny Cauchois       | Laos          | DNF        | DNF          | DNF    |
| –         | Treasure Coxson      | Nigeria       | DNF        | DNF          | DNF    |